# Aphanipathes pedata
Aphanipathes pedata is een Antipathariasoort uit de familie van de Aphanipathidae. De wetenschappelijke naam van de soort is voor het eerst geldig gepubliceerd in 1857 door Gray.